# 小行星4999
小行星4999（英語：4999 MPC）是一颗围绕太阳公转的小行星。1987年2月2日，艾瑞克·怀特·埃尔斯特在拉西拉天文台发现了此天体。
这颗小行星的绝对星等为12.1等。